# Plateau du Columbia
Pour les articles homonymes, voir Columbia.

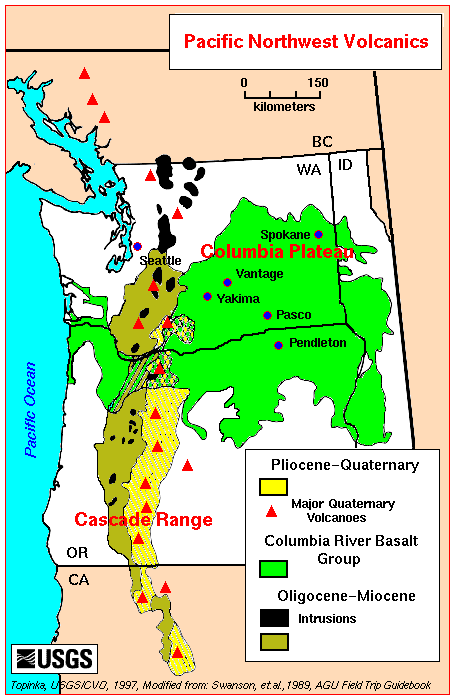
Plateau du Columbia en vert sur la carte

Le plateau du Columbia est une région géographique et géologique du nord-ouest des États-Unis, traversée par le fleuve Columbia. Il s'agit d'un trapp, plateau basaltique aux versants en gradins. Ce plateau recouvre une grande partie de l'État de Washington, du nord de l'Oregon et de l'ouest de l'Idaho.

## Géologie
À la fin du Miocène et au début du Pléistocène, un des plus importants épanchements de lave qu'ait connu la Terre se produisit. 160 000 km2 de la surface du nord-ouest nord-américain  furent recouverts, donnant naissance à une grande province ignée. Pendant 10 à 15 millions d'années des flots de lave se déversèrent et s'accumulèrent, sur une épaisseur de plus de 1,8 km. Au fur et à mesure que la roche en fusion montait à la surface, la croûte terrestre s'enfonçait dans l'espace ainsi libéré. Cette subsidence de la croûte donna naissance au large plateau, une grande plaine de lave légèrement déprimée, également nommée bassin du Columbia. L'ancien fleuve Columbia fut forcé de prendre son cours actuel par l'avancée de la lave en direction du nord-ouest. La lave, en se répandant, occupa les vallées des cours d'eau, créant des barrages et donnant ainsi naissance à des lacs. Dans les lits de ces lacs ont été trouvés du bois pétrifié, des fossiles d'insectes et des os de vertébrés.

## Source
- (en) Cet article est partiellement ou en totalité issu de l’article de Wikipédia en anglais intitulé « Columbia Plateau » (voir la liste des auteurs).